# 魏章
魏 章（ぎ しょう、生没年不詳）は、中国戦国時代の秦の政治家・将軍。元は魏の将軍だが、のちに秦に入り張儀と同じ時期に恵文王に仕え庶長・丞相となった。

## 生涯
恵文王12年（紀元前313年）、楚の懐王は屈匄ら三名の大夫を派遣し、斉と合従して秦の曲沃（現在の山西省臨汾市曲沃県から河南省三門峡市陝州区の南西）を占拠し、さらに於中（現在の河南省南陽市西峡県の東）を包囲した。
楚と斉の合従軍の威を恐れた恵文王は張儀を楚に派遣した。張儀は商於の地（現在の河南省南陽市淅川県）六百里四方を割譲するから斉との同盟を破棄して欲しいと申し入れた。張儀の提示した広大な土地に目の眩んだ懐王は陳軫の諫言に耳を貸さず、秦と停戦し斉に同盟解除を告げる使者を送る一方、約束の地を得るための使者を張儀に随行させた。
秦に戻った張儀は車から落ちて怪我をした風を装い3カ月の間、楚の使者に会おうとしなかった。懐王はこれは斉との関係を完全に清算していないことが原因と考え、勇士の宋遺を斉に派遣し斉の宣王を侮辱させた。宣王は激怒し、秦と同盟を結ぶことを決めた。秦と斉の同盟締結を確認した張儀は楚からの使者に会うと、楚に約束していた商於の地六百里四方ではなく六里四方を割譲すると宣言した。使者は抗議したが聞き入れられず、楚に帰国すると懐王にこれを告げ、懐王は張儀に騙されたことに気付き激怒し、秦を討つための軍を興した。
懐王の命で屈匄率いる楚軍は於中を猛然と攻撃し、さらに柱国の景翠を将にした軍に秦の同盟国である韓の雍氏（現在の河南省許昌市禹州市の北東）を包囲させた。
同時期、斉は宋と合従して秦の同盟国である魏の煮棗（現在の山東省菏沢市東明県の南）を攻め包囲した。秦の恵文王は三つの軍を編成し、1軍には庶長の魏章を将とし於中の救援に派遣し、1軍には甘茂を将として楚の漢中（現在の湖北省十堰市の西）を攻めさせてこれを占領させ、最後の1軍には庶長の樗里疾と到満を将とし、韓と魏の連合軍と共にそれぞれを攻める楚と斉の軍に当たらせた。
恵文王13年（紀元前312年）、樗里疾の率いる軍は雍氏で景翠の率いる楚軍を撃破し魏章の軍と合流した。魏章率いる秦と韓の連衡軍は丹陽（現在の河南省南陽市淅川県の丹水と淅水が交わる一帯）にて屈匄率いる楚軍と交戦し、これを撃破し8万の楚兵の首を斬り大将の屈匄に加え裨将軍逢侯丑ら70名余の将を捕らえた。後に屈匄は処刑され、この勝ちに乗じた秦軍は漢中の地六百里を奪取し、漢中郡を設置した（丹陽・藍田の戦い）。
同時期、秦軍と魏軍の連衡軍は濮上において煮棗を包囲した斉と宋の合従軍を破り、斉軍の副将の田声を戦死または捕虜とし、大将の匡章を敗走させた（濮上の戦い）。
到満率いる秦軍と魏軍はそのまま燕に攻め入り恵文王11年（紀元前314年）に子之の乱に乗じて燕を制圧していた斉軍は燕から撤退した。
懐王はこの敗戦を知ると激怒し、軍を増派し秦国境を越えて攻め込んだ。秦と楚の軍は藍田（現在の陝西省西安市藍田県）で激突し、楚軍は大敗した。このため韓と魏の軍が楚の領土である鄧城（現在の湖北省襄陽市樊城区の北）に攻め込みそれを知った楚軍は撤退し、懐王は秦との和議のために二つの都市を割譲した。
恵文王14年（紀元前311年）、秦の恵文王が薨去した後、太子の嬴蕩が武王として即位すると太子時代より張儀と魏章とは不仲であったため翌武王元年（紀元前310年）に張儀と魏章は誅殺を恐れて秦を去って魏に向かった。これよりの後の魏章の事績は記録に残っていない。

## 視点
中国の現代学者の馬非百が自著『秦集史』で説くところによると、秦では伝統的な関係として、内政を司る宰相とその信頼する将軍による外征と、両者の失権の比例といった関係性が見られるという。張儀と魏章、魏冄と白起、范雎と鄭安平のように一方が権力を失い罷免されると一方も追放されたり死を賜るという関係性が秦には伝統的にあると説いている。